# Robert Gray (Schauspieler)
Robert Gray (* 10. Februar 1945 in Tulsa, Oklahoma; † 31. Oktober 2013 ebenda) war ein US-amerikanischer Schauspieler.

## Leben
Gray hatte sein Spielfilmdebüt 1978 in Irving Rappers Drama Wiedergeboren an der Seite von Dean Jones und Anne Francis. Im darauf folgenden Jahr spielte er in John Carpenters Biopic Elvis – The King die Rolle des Red West. Anfang der 1980er Jahre erhielt er die wiederkehrende Gastrolle des Cliff Willoughby in der Sitcom Harper Valley P.T.A., die er in sieben Episoden spielte. In den 1980er Jahren trat er in einer Reihe erfolgreicher Serien in Gastrollen auf, darunter Das A-Team, Trio mit vier Fäusten und Ein Colt für alle Fälle. Nur gelegentlich ergatterte er weitere Spielfilmrollen, eine größere Nebenrolle stellte er hierbei im Science-Fiction-Film UFOria dar. Er beendete seine Karriere 1987 und starb 2013 im Alter von 68 Jahren in seiner Geburtsstadt Tulsa.

## Filmografie (Auswahl)
- 1978: Wiedergeboren (Born Again)
- 1978: David Cassidy – Man Undercover (Fernsehserie, 1 Episode)
- 1979: Elvis – The King (Elvis, Fernsehfilm)
- 1979: Mrs. Columbo (Fernsehserie, 1 Episode)
- 1980: Der unglaubliche Hulk (The Incredible Hulk, Fernsehserie, 1 Episode)
- 1981: Harper Valley P.T.A. (Fernsehserie, 7 Episoden)
- 1981: Meine schwarze Stunde (Darkroom, Fernsehserie, 1 Episode)
- 1982: Polizeirevier Hill Street (Hill Street Blues, Fernsehserie, 1 Episode)
- 1982: The Greatest American Hero (Fernsehserie, 1 Episode)
- 1982, 1984: Ein Duke kommt selten allein (The Dukes of Hazzard, Fernsehserie, 2 Episoden)
- 1983: Wizards and Warriors (Fernsehserie, 1 Episode)
- 1983: Chefarzt Dr. Westphall (St. Elsewhere, Fernsehserie, 1 Episode)
- 1984: UFOria
- 1984: Buckaroo Banzai – Die 8. Dimension (The Adventures of Buckaroo Banzai Across the 8th Dimension)
- 1985: Cagney & Lacey (Fernsehserie, 1 Episode)
- 1985: Hunter (Fernsehserie, 1 Episode)
- 1985: Trio mit vier Fäusten (Riptide, Fernsehserie, 1 Episode)
- 1985: Das A-Team (The A-Team, Fernsehserie, 1 Episode)
- 1985: The Fisher Family (Fernsehserie, 1 Episode)
- 1986: Ein Colt für alle Fälle (The Fall Guy, Fernsehserie, 1 Episode)
- 1986: Hamburger – The Movie (Hamburger: The Motion Picture)
- 1986: Mord ist ihr Hobby (Murder, She Wrote, Fernsehserie, 1 Episode)
- 1986: Zwei unter Volldampf (Armed and Dangerous)
- 1986: Omega Syndrome
- 1987: SideKicks – Karate Kid & Co (SideKicks, Fernsehserie, 1 Episode)
- 1987: Stingray (Fernsehserie, 1 Episode)
- 1987: Die Reise ins Ich (Innerspace)